# Michel Montmasson
Michel Montmasson (1640, Savoie-5 juillet 1688) était un clerc catholique. Missionnaire lazariste à Madagascar, il a été directeur de conscience à Versailles avant d'être nommé vicaire apostolique d'Alger et de Tunis de 1685 à 1688. Il y meurt torturé en représailles des bombardements d'Alger par la flotte française.

## Biographie
Michel Montmasson voit le jour le 16 janvier 1640 au foyer de son père, Marin Montmasson, humble paysan du hameau des Montmasson à Marcellaz-Albanais. Son enfance est employée à la garde des bêtes et aux travaux des champs. Se sentant une vocation pour l'état ecclésiastique, il étudie le latin avec le révérend Bouvard, curé de Chapeiry, et entre au collège Eustache Chapuis à Annecy (1655), puis au séminaire tenu par les Pères Lazaristes (1662). Pour payer ses études, il donne des leçons de grammaire aux enfants de deux familles bourgeoises d'Annecy. Après avoir été ordonné prêtre le 29 mars 1664, il entre le 9 mai suivant chez les Lazaristes d'Annecy, où, jeune novice, il se sent appelé à la vocation de missionnaire. 
Son supérieur s'empresse de l'envoyer à Paris. À cette époque, la Compagnie du Commerce des Indes Orientales cherche à s'établir à Madagascar et demande six missionnaires au supérieur général des Lazaristes. Après avoir essuyé maintes tempêtes, naufrages et noyades, le Père Montmasson débarque avec un seul compagnon le 25 août 1665. Ils seront bientôt rejoints par un troisième missionnaire.
La Compagnie des Indes, découragée par des sacrifices financiers énormes, les abandonne à leurs seules ressources (1er janvier 1671). Voyant leur ministère inutile et subissant toutes sortes de vexations et de mauvais traitements de la part des Malgaches, ils rembarquent, avec la plupart des Français, le 5 mars 1674. Après un bref séjour chez les Capucins du Mozambique, ils arrivent à Belle-Île-en-Mer le 20 juin 1675.
En plusieurs étapes, Nantes, Angers, Le Mans, ils regagnent Paris le 27 juillet 1675, où un chaleureux accueil leur est réservé. Lorsque sa santé fut remise, Michel Montmasson est placé à l'Aumônerie de l'Hôtel des Invalides, où il gagne le cœur des vieux soldats et ramène certains à la pratique religieuse.
Cinq ans plus tard, on le charge d'aller exercer à Versailles, où il devient vite le directeur de conscience des personnages les plus distingués de la Cour.
En 1683, les habitants d'Alger ayant mis à mort un Père qui assistait les esclaves africains travaillant dans les bagnes et sur les galères, on songe au Père Montmasson pour le remplacer. Les bulles pontificales du 12 mars 1685 le nomment « vicaire apostolique d'Alger et de Tunis ». De son côté, Louis XIV lui remet une lettre de recommandation pour le dey d'Alger (13 septembre 1685).
Quelque temps plus tard, la marine française reprend la chasse à outrance contre les corsaires algériens. En représailles, le pacha d'Alger fait enchainer 374 Français, y compris le consul de France, et les envoie casser des pierres dans la montagne. La médiation du commandant Dussault, en poste à Bastia, échoue ; le dey reste intraitable et Louis XIV se résout à envoyer sa flotte devant Alger (25 juin 1688).
Le bombardement commence le 1er juillet et dure deux heures ; le pacha répond en plaçant trois Français à la bouche d'un canon. Le 3 juillet, nouveau bombardement vingt fois plus nourri ; le consul est battu à mort et quatre Français mis à la bouche du canon. Le 5 juillet, le Vicaire apostolique Michel Montmasson est amené, torturé et mutilé de toutes parts avec des raffinements de cruauté, enfin attaché et placé à la bouche du canon. Il souffrit le martyre sans prononcer une seule parole.